# Ложная урбанизация
Ложная урбанизация — разновидность урбанизации, при которой бурный рост численности городского населения не сопровождается соразмерным ростом городских функций, способных обеспечить адекватный уровень включения новых горожан в городскую культурно-экономическую среду. Понятие возникло во второй половине XX века в ходе бурного роста городской массы населения в странах Латинской Америки, Азии и Африки при довольно слабом росте их экономики и недостаточном количестве рабочих мест в городах. Взрывной рост городского населения происходит как за счёт массового переселения крестьян в города, так и за счёт демографического взрыва в уже существующей городской среде. Часто явное аграрное перенаселение в результате разрастания латифундий «выталкивает» население из сельских районов в города, где оно пополняет ряды маргиналов. При этом рост населения в городах значительно опережает спрос на рабочую силу. В результате огромные массы квазигорожан не участвуют ни в современном потреблении, ни в современном производстве. Не получая государственной поддержки, подлинные города обрастают поясами нищеты и трущобами, в которых процветают неформальные, а также криминальные виды занятости. Последние возникают также при отсутствии генплана городского развития, плохой транспортной сети и в прочих неблагоприятных условиях. Вышеназванные диспропорции в урбанизационных процессах развивающихся стран не означают, что подлинная урбанизация в них не происходит совсем, а лишь подчёркивает их культурные и экономические особенности. В свою очередь, в развитых странах заметна гиперурбанизация, при которой зоны развития городских поселений перегружают естественный ландшафт и нарушают экологическое равновесие, хотя в целом условия проживания относительно комфортны для самих горожан.

## В Российской Федерации
Ложная урбанизация, то есть проживание большого числа избыточного городского населения в трущобах — стихийных кварталах жилищ из строительного мусора и подручных материалов, в России встречается реже, чем в тропиках, из-за холодного климата. Имеет место в основном в окрестностях крупных городов и курортных зонах, а также в некоторых депрессивных регионах с высокой безработицей. Это происходит по ряду причин:
- В России, после распада СССР, не произошло всплеска численности населения (наблюдалась даже естественная убыль населения). При этом обеспеченность жильём в СССР к 1989 году была достаточно высокой — 83 % населения проживали в отдельных квартирах, оставшаяся часть — это общежития, общие квартиры и частный сектор, в бараках жил 1,1 %[5].
- Значительную часть обитателей трущоб в современной России составляют трудовые мигранты из стран ближнего зарубежья[6][7]. Трущобы для легальных и нелегальных гастарбайтеров часто являются временным жильём, на период их работы.
- В России «трущобами» принято называть деревянные многоквартирные дома без водопровода и канализации, в целом, — ветхое и аварийное жильё[8]. После распада СССР, в депрессивных регионах России произошло падение уровня жизни и увеличение доли ветхого и аварийного жилья. В 2010 году доля такого жилья в общем жилом фонде, в среднем по России составляла 3 %, в отдельных регионах была гораздо выше (Ингушетия — 21 %, Республика Тыва — 19 %, Республика Саха — 14 %)[9]. В указанных республиках наблюдается высокий уровень безработицы, при этом рождаемость в Тыве и Ингушетии самая высокая в России, после Чечни[10].

К «трущобной урбанизации» в России иностранные авторы относят некоторые деревни, примыкающие к Москве, превратившиеся в стихийные посёлки трудовых мигрантов из стран СНГ, например Челобитьево, где санитарные и криминальные условия приближаются к трущобам «третьего мира». В этой деревне, с официальным числом жителей 400 человек, в 2011 году проживали, в этажерках из строительных вагончиков во дворах местных жителей, по данным МВД, до 20 тыс. гастарбайтеров, а также цыгане. Стихийные цыганские посёлки в окрестностях областных центров также напоминают трущобы.
В последние (2014—2016-е) годы, по официальным данным, доля ветхого и аварийного жилья снижается, в том числе в результате выполнения различных государственных программ, но всё ещё, в 2016 году, в среднем по России составляет 2,4 %.
Интересной особенностью урбанизации населения России, а также других стран СНГ, является сочетание проблем ложной урбанизации с гиперурбанизацией, в зависимости от региона. Признаки ложной урбанизации широко распространены в первую очередь в небольших городах регионов России. Это явление обусловлено следующими факторами: подавляющее большинство горожан России — это недавние выходцы из села в первом или во втором поколении (доля горожан в третьем поколении меньше 20 %). Кроме этого, около 2/3 всех городов современной России — новые, возникшие в XX веке. Более того, около 15 % российских горожан населяют малые города, пгт и станицы, которые в России по большинству признаков правомерно считать элементом сельской местности. Особенно это касается южных регионов страны. Уровень обеспеченности жилых домов водопроводом, канализацией, стационарными телефонами в малых городах, а также на периферии крупных городов был довольно низким до конца 1990-х годов, поэтому в таких городах мало признаков подлинной городской культуры. Их жители часто продолжают заниматься личным подсобным хозяйством, поэтому их образ жизни в целом близок к сельскому. По некоторым оценкам, доля горожан, ведущих так называемый полугородской образ жизни, в конце XX века достигала около четверти городского населения России, но в настоящее время снижается в результате безработицы и оттока населения в более крупные индустриальные города, где проще найти хорошо оплачиваемую работу. Существуют и обратные процессы — субурбанизация, когда жители крупных городов, продолжая работать в городе, переселяются в расположенные на окраинах дачные и коттеджные посёлки, а также, в гораздо меньшей степени, рурализация — отток жителей городов в сельскую местность. Субурбанизация и рурализация стали возможны благодаря увеличению обеспеченности личным автотранспортом и улучшению инфраструктуры (в том числе появление сотовой связи, интернета и прочих легкодоступных условий).